# Тожим (гмина)
Тожим (пол. Torzym) — гмина (волость) в Польше, входит как административная единица в Суленцинский повет, Любушское воеводство. Население — 6798 человек (на 2004 год).

## Сельские округа
1. Баргув
2. Белице
3. Бобрувко
4. Бочув
5. Дебжница
6. Джевце
7. Джевце-Колёня
8. Гарбич
9. Гондкув-Малы
10. Гондкув-Вельки
11. Грабув
12. Корыта
13. Ковнаты
14. Любин
15. Любув
16. Мерчаны
17. Пнюв
18. Пшеслице
19. Тарнава-Жепиньска
20. Валевице
21. Высток

## Прочие поселения
1. Елене-Поле
2. Роек
3. Рожнувка

## Соседние гмины
1. Гмина Бытница
2. Гмина Цыбинка
3. Гмина Лагув
4. Гмина Машево
5. Гмина Осьно-Любуске
6. Гмина Жепин
7. Гмина Суленцин